# Парос
Па́рос (греч. Πάρος) — один из Кикладских островов в составе Греции, площадью 196 км², высотой до 724 метров. Отделён от Наксоса шестикилометровым проливом. Юго-западнее находится остров Андипарос. Основная горная порода — паросский мрамор, из которого сооружены великие здания и изваяны знаменитые статуи Эллады.

## История
В VII в. до н. э. обогатившиеся на торговле мрамором паросцы колонизировали берега Мраморного моря, триста лет спустя заселили один из островов у берегов нынешней Хорватии.
Во время Греко-персидских войн примкнули к персам, за что их крайне неудачно пытался покарать Мильтиад. В эпоху эллинизма Паросом владели египетские Птолемеи.
После Четвёртого крестового похода остров отпал от Византии и поддался венецианцам; с 1389 года — обособленное княжество.
В 1537—1830 годах в составе Османской империи. В 1627 году на острове была обнаружена Паросская хроника.
Во время Пелопоннесского восстания, вызванного экспедицией русского флота, население 30 греческих островов с помощью российского флота под командой графа Алексея Орлова образовало просуществовавшую 4 года «Архипелажную губернию» с центром в городе Ауза на острове Парос. 

## Населённые пункты
Крупнейшими населёнными пунктами являются:
- город Парос (Парикия) — 4522 человек
- город Ауза (Наусса) — 2316 человек
- деревня Мармара — 543 человек
- деревня Левкес — 519 человек
- деревня Марпесса — 519 человек
- деревня Алука — 504 человека
- деревня Продромос — 311 человек
- деревня Агкаирия — 271 человек

Город Парикия находится на берегу залива в северо-западной части острова на месте древнего города Парос. Расположенный рядом с городом порт является важным транспортным центром, из которого ходят паромы до Афин, а также в Ираклион (Крит) и до островов Наксос, Иос, Санторини и Миконос.

## Экономика
Помимо туризма, местные жители заняты сельским хозяйством, в частности выращиванием и обработкой винограда для производства десертного вина «Мальвазия».

## Достопримечательности
- Византийская церковь о ста вратах
- В селе Марписса находится музей Никоса Перантиноса, где выставлены произведения этого скульптора.

## Известные уроженцы
- Агоракрит (др.-греч. Ἀγοράκριτος; вторая половина V в. до н. э.) — древнегреческий скульптор, любимый ученик Фидия.
- Архилох (др.-греч. Ἀρχίλοχος; 680—645 гг. до н. э.) — древнегреческий лирический поэт.
- Эвен Паросский (др.-греч. Εὔηνος, Εὐηνός; V в. до н. э.) — древнегреческий поэт, софист, теоретик ораторского искусства. Современник Сократа.
- Скопас (др.-греч. Σκόπας; 395—350 гг. до н. э.) — знаменитый древнегреческий скульптор и архитектор.
- Нурбану, жена османского султана Селима II и мать Мурада III, хасеки, первая валиде-султан периода «Султаната женщин».
- Маврогенис, Апостолос (1792—1906) — первый военный врач в современной истории Греции